# Bernhard Graevaeus
Bernhard Graevaeus (* 1564 oder 1565 in der Grafschaft Ravensberg; † 1. Februar 1639 in Bremen) war ein deutscher Jurist und Ratsherr in Bremen.

## Leben
Graevaeus hieß ursprünglich Bernhard Greve. Auf einem Porträt, das der Maler Wolfgang Heimbach im Jahr 1636 von ihm malte, ist sein Alter mit 71 Jahren angegeben. Nach den Angaben in Heinrich Wilhelm Rotermunds Lexikon bremischer Gelehrter stand Graevaeus bei seinem Tod am 1. Februar 1639 „im 75ten Jahr“. Danach muss Graevaeus 1564 oder 1565 geboren worden sein. Der Geburtsort war die Grafschaft Ravensberg – möglicherweise deren Hauptort Bielefeld.
Wo Graevaeus studierte, ist ebenfalls nicht bekannt. Jedenfalls führte er auf dem Titel seines 1603 veröffentlichten Werkes Practicae Conclusiones Juris den Titel eines Doktors beider Rechte.
Graevaeus war als Advokat in  Bielefeld tätig und stand zeitweilig in Diensten der  Grafen von Bentheim sowie der Kurfürsten von Köln und Brandenburg. 1625 heiratete er Christine Steding, die aus einer Bremer Ratsfamilie stammte. Am 29. Juni 1627 wurde Graevaeus selbst zum Ratsherren gewählt. Er starb 1639 in Bremen.

## Bedeutung
Die von Graevaeus 1603 veröffentlichten Practicae Conclusiones Juris (Praktische rechtliche Schlussfolgerungen) stellen einen Kommentar zu den 25 Jahre früher erschienenen Practicae observationes (Praktischen Beobachtungen) des Kölner Rezeptionsjuristen Andreas von Gaill dar. Sie wurden von den Autoren des Usus modernus pandectarum viel zitiert und mehrfach nachgedruckt.
Als Bremer Ratsherr war Graevaeus unter anderem an der Gewinnung des Offiziers Wilhelm von Calcum zum Eintritt in die Dienste der Stadt Bremen beteiligt. Er führte auch einen Rechtsstreit gegen seinen Ratskollegen Hermann Bokelmann.
Die Porträts, die Wolfgang Heimbach von Graevaeus und dessen Gemahlin Christine, geb. Steding malte, gehören zu den bekanntesten Werken des Malers.  